# Hemileuca clio
Hemileuca clio är en fjärilsart som beskrevs av Barnes och Mcdunnough 1918. Hemileuca clio ingår i släktet Hemileuca och familjen påfågelsspinnare. Inga underarter finns listade i Catalogue of Life.